# Roz-sur-Couesnon
Roz-sur-Couesnon település Franciaországban, Ille-et-Vilaine megyében. Lakosainak száma 1036 fő (2022. január 1.). Roz-sur-Couesnon Beauvoir, Saint-Broladre, Saint-Marcan, Saint-Georges-de-Gréhaigne és Sains községekkel határos.

## Népesség
A település népessége az elmúlt években az alábbi módon változott:
| Lakosok száma | 1120 | 953  | 921  | 994  | 1026 | 1020 | 1003 | 998  | 1000 | 1036 |
|               | 1968 | 1982 | 1990 | 2006 | 2013 | 2015 | 2017 | 2019 | 2020 | 2022 |